# Carolina Cano
Carolina Cano Frayssinet (Lima, 24 de julio de 1985) es una actriz y modelo peruana de ascendencia francesa. Es más conocida por el rol antagónico de Emilia de la Borda en la serie televisiva Al fondo hay sitio y por el rol estelar de Flor Margarita Contreras en De vuelta al barrio.

## Biografía
Cano nace un miércoles del 24 de julio de 1985, con signo zodiacal, Leo. Hija de Carlos Cano, quien fue un actor peruano desde 1984 hasta 2015, y Patricia Frayssinet, también actriz desde 1983. Tiene tres hermanos: Alonso, Zivana y Rodrigo. Prima de Lucía Oxenford. Cuando era adolescente, vive en el distrito de Lince. Realiza sus estudios escolares en el Colegio Mater Purísima. Además, estudia Comunicación Audiovisual.

## Carrera

### 2004-2012: Primeros papeles
Se inició en la televisión en la telenovela juvenil Besos robados de 2004, interpretando a Gisela, un personaje secundario. Su posterior papel fue en Así es la vida en el mismo año dando vida a Sandra. El siguiente año debutó en el cine en la película Mañana te cuento del director Eduardo Mendoza, y seguidamente participó en Un día sin sexo del director Frank Pérez-Garland. En 2006, Cano interpretó a Viviana, una joven de familia adinerada de Lima, en la serie de comedia dramática Esta sociedad de América Televisión. La serie logró un gran éxito que le valió una segunda temporada e hizo conocida a Cano. También en 2008 apareció en la cinta que se estrenó como parte de la Selección Oficial del Festival Internacional de Sundance 2008, Máncora de Ricardo de Montreuil. Aunque se esperaba fuese un éxito en taquilla, la película fue un fracaso comercial.
En 2011, regresó a la televisión como antagonista de la telenovela romántica Ana Cristina de ATV, interpretando a Jimena. Cano tuvo miedo de interpretar al personaje por su descanso de dos años en la actuación pero se decido a volver por la 'interesante propuesta' que le pareció Ana Cristina. En el mismo año apareció junto a Gisela Ponce de León en la obra de teatro de comedia histórica, La chica del Maxim de Juan Carlos Fisher. En 2012, condujo el programa de verano La costa por Plus TV. Más tarde en el mismo año, actuó junto a Pierina Carcelén en la obra Madrugada de Diego López.

### 2013-2014:Asu Marey pequeño reconocimiento
En 2013, protagoniza junto a Claudia Berninzon la miniserie de comedia biográfica Guerreros de arena trasmitida por Frecuencia Latina, que trata sobre la formación de la compañía "Ángeles de Arena" de Vania Masías; quien es interpretada por Cano. La serie es un fracaso llegando en su episodio de estreno a los 4.4 puntos de índice de audiencia. Cano expresa que la serie "tiene un lindo mensaje" y "una historia muy buena" y que esperaba que el índice de audiencia "siga creciendo". En el mismo año, aparece junto a su padre, Carlos Cano de la Fuente en la serie Avenida Perú como la secretaria Monique Aguirre, un personaje recurrente. También en 2013, tiene una pequeña aparición en la cinta Asu Mare. La única línea de Cano en la cinta ganadora del Premio Luces, se hace viral con varios memes de Cano diciendo: "Puta, qué asco!". Cano muestra que lo toma de la mejor manera, subiendo en Twitter el año siguiente, uno de los memes, con la descripción "Hoy es lunes de puta q asco pero paja ;)".
También en 2013, concursa en la segunda temporada del reality show de baile El gran show conducido por Gisela Valcárcel. Cano se convierte en la favorita del público para ganar la temporada, pero al final obtiene el tercer puesto tras tres meses de competencia. Vuelve al reality en la última temporada del año titulada Reyes del show. Volviendo a ser la favorita de la temporada, ella resulta ganadora de la temporada. Cano habla más tarde de su victoria describiéndola como "un sueño cumplido". Ese mismo año, aparece en la película protagonizada por Gisela Ponce de León Quizás Mañana como la hermana del personaje del coprotagonista, Bruno Ascenzo. En 2014, aparece en la película de comedia ficticia Japy Ending protagonizada por Pietro Sibille, Fiorella Rodríguez y Roger Del Águila. Más tarde en el mismo año, se une como antagonista en la tercera y última temporada de la exitosa telenovela romántica Mi amor el wachimán, compartiendo su mayoría de las escenas con Joaquín de Orbegoso. Posteriormente, aparece en la telenovela protagonizada por Andrea Luna, Locura de amor de Manuel Calvo; haciendo pareja con Nicolás Galindo. La telenovela comienza en 2014 y finaliza en 2015.

### 2015-presente:Al fondo hay sitioy reconocimiento masivo
De 2015 a 2016, ella se integró en el elenco principal de la serie de comedia más exitosa de Perú, Al fondo hay sitio de América Televisión, interpretando a Emilia De la Borda. Su personaje comienza como un interés amoroso de Nicolás De Las Casas (Andrés Wiese), y una antagonista menor que rápidamente evoluciona como una mayor tras el asesinato del personaje de Ana María Jordán. En una entrevista Cano habla de su personaje diciendo: «Emilia es una chica equivocada porque toma decisiones extrañas, no creó que sea mala, pero a la gente le gusta eso y más cuando ella malogra la situación. No he sentido odio ni nada de la gente, ella es una mala cómica, me divierto y me gustaría hacer más humor. Me gustaría entrar a la casa de los Gonzales un ratito y hacer chongo». También en 2015, protagoniza su hasta entonces última obra teatral, una nueva temporada de Av. Larco: El musical; junto a Andrés Salas, Juan Carlos Rey de Castro, Mayra Goñi y Daniela Camaiora. En 2016, condujo el programa Lima 360 de Claro TV.
En 2017, protagonizó la serie web de La Faena Films, Dos Es Mucho junto a Pedro Pablo Corpancho y Anahí de Cárdenas estrenándose atreves de Facebook. Además, también participó junto a Pierina Carcelén, María Grazia Gamarra, Vania Accinelli y Briana Botto la telenovela Mujercitas basada en la novela homónima de Louisa May Alcott, interpretando a Beatriz Morales. La telenovela lidero el índice de audiencia con 22.5 puntos a nivel nacional y 24.2 en Lima. También en el mismo año, protagonizó la cinta musical Av. Larco: La película, basada en Av. Larco: El musical, musical en donde Cano ya había participado y repite su mismo papel en la cinta. La cinta toma inspiración de varias de las canciones del grupo peruano de rock Frágil, entre las más destacada sería la canción «Avenida Larco» de donde proviene el nombre de la obra y la película. Tras que la película recibiera varias críticas antes de su estreno, Cano defendió la cinta diciendo: «Se está hablando mucho de la película y los invito a todos a que vayan a verla porque vale la pena y lo digo porque hay mucho prejuicio. Antes de ver la película ya la están criticando por el simple hecho de ser un musical. La cinta tiene temas muy importantes como el terrorismo y otros temas como la homosexualidad y el racismo», además de decir que es un «homenaje a las personas que lucharon tanto en contra del terrorismo para llegar a cumplir sus sueños». Av. Larco: La película fue un éxito en taquilla superando su presupuesto de S/.650,000.
En 2018, se unió a la segunda temporada de la serie de comedia De vuelta al barrio de América Televisión, interpretando a Flor Margarita. En una entrevista para el diario Perú 21, Cano hablo de su participación diciendo: «¡Estoy muy feliz! Regresar a grabar es maravilloso. 'De vuelta al barrio' es una familia y ya me siento parte de ella.» También dijo que su personaje era una «mujer hecha y derecha. Es ruda, directa y no ha entrado a hacer ningún tipo de amorío, ya que es desinteresada». Aunque contrastando con lo que dijo, Flor Margarita tuvo una relación con el personaje de Sergio Gjurinovic, Dante Ganoza; además que al final de la temporada se escapo con Álex Ganoza (Fernando Luque).
En 2019, participó de la película de comedia Hotel Paraíso, como Gisella, una salvavidas del hotel.
Entre 2020 a 2021, protagonizó la serie web Atrapados: Divorcio en cuarentena, como Sofía Perazzo; junto a Juan Carlos Rey de Castro. La serie se convirtió en la más vista del año y fue nominada a los Premios Luces como Mejor ficción. La segunda temporada se estrenó el 1 de agosto de 2021 con Cano repitiendo su papel. También en 2020, tituló junto a César Ritter la serie de comedia web Función: Oficina en casa de Daniel Martín Rodríguez, que bromea sobre el home office.
En 2021, protagonizó una película de comedia con Andrés Wiese, Nicolás Galindo y Daniela Camaiora, Doblemente embarazada, una versión peruana de la película mexicana del mismo nombre. La cinta estaba programada para estrenarse el 9 de abril del año 2020, pero por problemas de la pandemia de COVID-19 se atraso hasta el 30 de septiembre de 2021. Cano hablo sobre su participación diciendo: «Disfruté muchísimo trabajar entre amigos con tanta confianza, pudiendo acudir a Eduardo y mis compañeros constantemente. Eso es valiosísimo. El consejo que le podría dar a Cristina [su personaje] es partir por la honestidad, algo en lo que yo estoy muy de acuerdo y nunca sería un mal consejo». En una entrevista, la actriz dijo que se inspira en la interpretación de Renée Zellweger como Bridget Jones en la película Bridget Jones's Baby. «Tuve que ver varias veces Bridget Jones, vimos otra de padres, de pareja, de relaciones. Me he visto todas las películas que nunca había visto o he repetido comedias americanas para ver dinámicas» es lo que ella menciona.
En 2022, apareció haciendo una «aparición especial» en el episodio 21 de la telenovela Maricucha como Katerina Drexler, una periodista de fama nacional. Repite el papel de Drexler en los episodios 30, 31 y 52 de la telenovela, con la misma acreditación de «aparición especial» hasta que se convierte en un personaje recurrente hasta el final de la telenovela.

## Vida personal
Carolina cuenta con un gato llamado Faite y una perrita mestiza llamada Alma.

### Relaciones amorosas
Cano confirma su relación con el actor Joaquín de Orbegoso cuando lo toma de la mano en la fiesta del fin de rodaje de la cinta Asu Mare. Posteriormente, confirma su relación diciendo: «Sí, claro, somos novios. Llevamos poco tiempo, más de un mes pero poco. Nos conocimos hace poco en una producción». Después de dos años de relación, Cano y de Orbegoso deciden vivir juntos. Tras cinco años y medio de relación, en enero de 2019, Carolina confirma que su ruptura llega a su fin en 2016, un año después de la muerte de su padre. Posteriormente, en 2019, revela su relación con el productor de cine y televisión, Jorge Carmona.

## Imagen pública

### Respaldo a Andrés Wiese
En 2020, la actriz Mayra Couto acusa a su coestrella en Al fondo hay sitio, Andrés Wiese de maltrato y acoso mientras trabajaban en dicha serie. Actores de reparto de la serie, como Magdyel Ugaz, Mónica Sánchez y Karina Calmet salieron en apoyo de Couto, pero Cano fue una de los pocos que apoyaron a Wiese. Ella publicando un comunicado en Twitter, dijo que estaba «en contra de todo tipo de acoso», pero que tras participar varias veces con el actor ella no a «tenido ningún problema con él, ni ha visto que se comportara de manera irrespetuosa con nadie». Además, opina que la prensa no debió divulgar la información «sin una investigación sería», y acaba diciendo: «estas cosas tan a la ligera destruyen vidas, no seamos cómplices». Sus palabras fueron duramente criticadas.

### Publicidad y patrocinios
Cano se convirtió en 2018 en imagen de la marca de tiendas de ropa Falabella en Perú junto a Christian Meier en su campaña de «Días Fantásticos».

## Filmografía
Cine
- Un día sin sexo (2005)
- Japy ending (2014)
- Av. Larco, la película (2017)
- Hotel Paraíso (2019)
- Doblemente embarazada (2021)

Televisión
- Esta sociedad (2006)
- Esta sociedad 2 (2008)
- Ana Cristina (2011)
- Al fondo hay sitio (2015–2016)
- Mujercitas (2017)
- De vuelta al barrio (2018)
- Noche de patas (2019)
- Atrapados: Divorcio en cuarentena (2020–2021)

## Discografía

### Álbumes
- Av. Larco: El musical (Lo mejor del rock peruano) (2015) (Colaboradora).

### Temas musicales
- Al colegio no voy más (2015) (Tema para Av. Larco: El musical).
- Avenida Larco (Nueva versión) (2017) (Tema para Av. Larco: La Película).
- Contéstame (Nueva versión) (2017) (Tema para Av. Larco: La Película).
- No es amor (2021).

### Bandas sonoras
- Av. Larco: El musical (2015)
- Av. Larco: La Película (2017).

## Literatura

### Revistas
- Revista Asia Sur como Modelo de portada.
- ¡Hola! Perú como Modelo de portada.[122]

### Álbumes
- Mi amor, el wachimán 3 (2014) como Noelle Lutenberg (Imagen).